# シュシュシュの娘
『シュシュシュの娘』（シュシュシュのこ）は、2021年の日本の映画。

## 概要
コロナ禍の影響により苦境に立たされた全国のミニシアターを救おうと映画監督の入江悠が発起人となり製作した自主映画。予算は自分で出した他にクラウドファンディングで集めた。
入江にとっては『SR サイタマノラッパー』シリーズ以来9年ぶりの自主映画となる。2021年8月21日より一部ミニシアターで順次公開された。作品の舞台となる「福谷市」は入江本人の出身地の深谷市がモチーフの架空の田舎街。

## 内容
福谷市役所勤務の鴉丸未宇は大人しくて目立たないいわゆる陰キャ。自宅では寝たきりの祖父吾郎の介護をしている。両親は10年前に離婚し家を出ていったきりで今は吾郎との二人暮らし。庭でお気に入りの80年代ディスコミュージックをBGMに踊るのを日課にしている。
市長の推進する「移民排除条例」を議会で制定させようと躍起になっている市長一派の牟根田が未宇の席に現れる。吾郎の条例への強い反対意見に翻弄されている牟根田は未宇にあたる。昼休みの公園で友人紗枝子に「祖父のせいで村八分の私と一緒にいていいの？」と問いかける未宇。「自分は不動産屋だし関係ないっしょ」と答える紗枝子。未宇の弁当にちくわが入っているのを見つけ「またちくわ？小学校の遠足の時にも入ってたよ」と呆れ顔。未宇がおどけてちくわを口に当てふーっと吹くと紗枝子に汁がかかる。「ちくわ汁が飛んだんだけど」と紗枝子はキレるが顔は笑っている。
未宇が帰宅すると市役所先輩の間野がいた。間野は未宇の父親の元同級生で、よく鴉丸家を訪れており未宇とも懇意にしていた。間野は吾郎に「市長の指示で議会に提出する書類の改ざんをさせられた。秘書の佐川に追い込まれてもう死ぬしかない」と打ち明ける間野。その声を廊下で立ち聞きする未宇の顔も暗い。
翌日、吾郎に止められたにもかかわらず間野は市役所屋上から投身自殺してしまう。泣きながら帰る未宇を配達途中で見かけた司が自動車をすぐ横に停める。司は未宇とは以前から知った顔だった。
夜、吾郎を介護していると「鴉丸家は代々忍者の家系だ」と明かされる。吾郎の言う通りに台所の棚から出した箱には秘伝書が入っていたが、服の作り方しか書いてない。残りは空襲の時B-29に燃やされたらしい。「英語を使うのを自分に禁じた」はずの吾郎からミッションが伝えられる。間野が市長一派から書類改ざんを命ぜられた時に撮影した動画を探し出せと指示されやや困惑する未宇。
翌日、生地専門店で忍者衣装用の黒い生地を買う未宇。付き合いの紗枝子は忍者は寝不足になると心配する。紗枝子と別れてとぼとぼ歩いていると司がいて「送るよ」と声をかけられる。家に着くと玄関先で牟根田と鉢合わせした。牟根田は間野の遺書を預かってないか未宇に聞いてくる。未宇は無いと答える。抱えている黒い生地も「カーテン」とだけ答える。部屋に入り吾郎から「敵もデータを探している。急げ」と言われる未宇。秘伝書片手に徹夜で黒い生地から忍者の衣装を作り上げる。
出来上がった忍者の衣装を着用して屈伸などして動きやすさを確かめる。玄関からスニーカーを持ってきて履く。子供の頃に遊んだ吹き矢を武器にしろと言われ風呂場にあったシャンプーのボトルのパイプから吹き矢の筒を組み立てる。矢は釘と丸めた紙で作った。段ボールの的を狙ってみるが当たらない。思い切り吹いたら当たった。技を習得した未宇はいよいよ吾郎のミッションを遂行すべく行動開始する。
牟根田が間野の家にいる。未宇は忍者になり切って庭に忍び込み牟根田を監視する。牟根田が間野宅の箪笥からおむすび型ケースに隠されたUSBメモリーを見つけ持ち去る。牟根田は河川敷で市長秘書佐川と落ち合いUSBメモリーを渡すがその際に佐川の愛車の中で関係を求める。牟根田は佐川の愛人らしい。未宇は二人を車内から追い出すべく吹き矢でタイヤを狙うが威力が足らず刺さらない。未宇が二発目を撃とうとすると背後から謎の忍者が現れ未宇の代わりに吹き矢でタイヤをパンクさせる。異変に気づいた佐川と牟根田が車を降りた隙にUSBメモリーを奪取できた未宇。謎の忍者を訝しむ。
吾郎は介護ベッドの上でノートパソコンを開きUSBメモリーに記録されているはずの間野の動画を開こうとしているが、パスワードが分からないので開けず落胆の声をあげる。横で吹き矢の準備をしている未宇にパスワードを探せと指示する。
翌日、市役所ではUSBメモリーが消えたことで市長が部下に怒りを露わにしている。すぐ横で未宇が聞き耳を立てている。昼休み、いつものように紗枝子と二人で弁当を食べる未宇。未宇の他にも忍者がいた事を知って「忍者ってそんなポップにいるんだ」と感心している。パスワードをどこにしまうか尋ねられて「同じ場所に隠したら意味ない。別の所だ」と答える。未宇の弁当からおかずを勝手に奪って食べている。
公園から戻った未宇を牟根田が呼び止める。広い部屋の中心に一人ポツンと座らせられている未宇を市長や佐川ら数人が「昨夜間野宅へいったか」「間野は鴉丸家によく通っていたが何か聞いてないか」「高峰産廃を知っているか」などと質問攻めするが未宇は何も答えない。市長が「何も分からないじゃないか」と佐川にキレている。
高峰産廃を訪問する未宇。社長の高峰に名刺を渡すが「移民排除条例を作った市役所の人間には会いたくない、帰れ」と怒鳴られ名刺もクシャクシャに捨てられる。それでも「間野さんの仇を取りたい」と食い下がるが頑固な高峰に根負けし出ていく未宇。外国人作業員のダナンに呼び止められ「間野さん、死んだ前の日も来ていた」と告げられる。
夜、忍者姿で高峰産廃に忍び込む未宇。間野の死を悲しむ高峰が一人酒を飲んでいる。そこへ怪しいミニバンが入ってくる。ドアが開いて市長一派実力行使部隊の自警団が降りてきた。高峰を囲み「なんで外国人クビにしないのか」とか「このままじゃ条例違反で会社が潰れる」などと強要する。「あいつらにも家族がいる、俺があいつらを守る」と頑として拒む高峰。ついに自警団が高峰に殴る蹴るの暴力を振るい出す。黙って見てられない未宇は吹き矢で自警団の一人を狙うが威力が弱く逆に自分の居場所をばらしピンチを招いてしまう。
追われて逃げ出す未宇。バイクの隠し場所まで逃げ切った。エンジンをかけようとすると物陰からダナンが現れパスワードの書かれた紙切れを渡される。
パスワードが入手できたので間野の動画を見られるようになった吾郎。「この動画を知り合いの新聞記者に渡す」「クラウドにアップして視聴制限かける」「俺はハイテク志向」「MS-DOSの時代から使ってる」と言っているが、未宇からは「英語もめっちゃ使ってるよね」と軽いツッコミを入れられ「うん？」と黙りこくる。
未宇のケータイが鳴る。司からのデートのお誘いらしく、ウキウキと鏡に自分の姿を映し服装チェックに余念がない未宇。選に漏れた服が散らかしっぱなしになっている。ケーキ屋でデートする二人。司からのプレゼントを開けると丸い弁当箱が出てきた。鮭とちくわが似合うんじゃねと司も自賛している。
神社の駐車場、司の配達用軽バン車内。黙りこくっている司と未宇。いきなり未宇にキスする司。小さな声で「いい？」と聞くと未宇も小さくうなずく。運転席ドアから飛び出し司、荷台の積んである荷物を全部おろし敷いてあった毛布をバサバサと大きくはたき埃を払う。毛布を荷台に敷き直し未宇を半ば強引に手を引いて荷台に押し込める。間髪入れず自分も荷台に飛び乗り熱い抱擁を交わす。ドアが閉められ軽バンが小刻みに揺れる。神社からは拍手が聞こえる。
神社からの帰り、司には青年会議所のミーティングがあるので途中で未宇は軽バンから降り徒歩で帰宅する。司はいつものクラクションのリズムを鳴らして走り去る。
自宅に到着した未宇が玄関に異変を発見する。「非国民」と赤いスプレーで落書きしてある。駆け足で家に上がる未宇。吾郎が介護ベッドから転げ落ちている。「データ奪われた。自警団の奴らだ」と苦しそうに教える。未宇はカバンから携帯電話を出し救急車を呼んでいる。
夜、自警団に荒らされてめちゃくちゃになった吾郎の介護ベッドに未宇がうずくまっている。
翌日、警察署の部屋。未宇が被害届を出そうとするが警察官は「無理だ。警察は民事不介入だ。それに警察は桜だから」などとはっきり拒絶する。
映画館前の喫煙席。紗枝子が電話しているのは未宇。自警団は危ないから手を出すなと未宇を諭すが電話は切れてしまった。
夜、市長一派が居酒屋で宴会をしている。忍者姿の未宇が現れ窓をそっと開け中の様子を覗いている。自警団のすぐ横に「非国民」と書いてあるポスターが無造作に置いてある。それを目にした未宇に怒りが込み上げてくる。吹き矢を手に取る未宇。狙いをつけようと構えた瞬間、また謎の忍者が現れ未宇の手ごと吹き矢の筒をねじ上げる。未宇も抵抗するが力では叶わない。謎の忍者が指笛をピィーと鳴らすと聞きつけた市長一派が飛び出してくる。鉢合わせし顔を見られた未宇。牟根田の「鴉丸さん？」の問いに黙り込む。
会議室、一番奥の席に座らさられている未宇。対面では市役所上層部が睨みつけている。市長の小池が入ってくる。起立して迎える上層部。着席した市長は強い口調で未宇から何か聞き出そうとしている。
昼休み、いつもの公園。未宇は弁当を広げているが心ここに在らずで手をつけていない。紗枝子が現れる。「司先輩とやったでしょ」神社での行為を誰かに見られていたらしい。キレた紗枝子に追いかけられる未宇。サンダルを投げつけられたり倒され地面に押し付けられたりして痛がる。「絶交」吐き捨てるように去る紗枝子。両足のサンダルは脱げ裸足のまま消える。
午後、市役所の自分のデスクで仕事する未宇。痛い頭を気にしていると牟根田が隣に椅子を持ってきて座る。書類の改ざんを「国も県もやっている」と命じてくるが未宇は牟根田に返事をしない。ちょうど館内に「移民排除条例の制定を記念して500個の風船が上がる」と放送がかかって牟根田はいなくなる。他の職員も全員が風船を見に行ったようで未宇だけがポツンと残っている。
自警団に襲われ時に怪我をして入院している吾郎を見舞う未宇。「家で死にたい？」と悲しそうに聞く未宇。「うん」と返事する吾郎。
自宅、吾郎を縁側に苦労して座らせる未宇の気遣いの声が聞こえる。
縁側に並んで座る吾郎と未宇。吾郎が移民排除条例に頑固に反対する理由を尋ねる。関東大震災の時、被害に乗じて外国人が悪さをするんじゃないかと噂が立ち、不安がった日本人らによって外国人への弾圧や虐殺などの私的制裁があった。その弾圧運動の北の端がこの街だった。秩父では警察も加担した。繰り返しちゃいけない。五郎が悲しむ。
不意に中腰の姿勢になって吾郎がつぶやいた。「もし、君の呼び声に誰も応えなくとも、ひとりで進め」吾郎の好きなインドの詩らしい。曲がった腰のままふらふらと歩き出す吾郎。茂みの中で姿が見えなくなる。何かを悟った未宇は黙っている。
台所で食事を作っている未宇。食卓には吾郎の食べる分はもうない。主のいなくなった介護ベッドの部屋に高峰とダナンが座っている。吾郎が条例に反対していた事を知らなかった高峰が未宇に謝罪する。「いえ」と返す未宇。条例の制定でもう働けなくなったダナンは国へ帰るらしいが、他の仲間は契約金を払って来てしまったので帰るに帰れず家族も針の筵だと強い口調で嘆く。難しい日本語を知っている事に感心する未宇。ふっと立ち上がり窓をあけ戻ってくると高峰一人だけが座っている。
自警団がぞろぞろと歩いている。実働隊の恐ろしさを隠すような爽やかなライトグリーンのジャケットを羽織っている。親子連れとすれ違い子供に「かわいいね」と声をかけているが、その直後には高峰産廃で高峰社長と外国人作業員をボコボコにしている。気が済んだのか汚い言葉を浴びせながら去っていく。
数日後、映画館前の喫煙席に一人座る紗枝子。そこにボロボロのジャケットを着て大きなリュックを背負った人物が近寄ってくる。紗枝子はそれが未宇だとすぐにわかったらしい。未宇の見窄らしい姿を一瞥して「どうすんのこれから」と聞いてくる。未宇は「おじいちゃんに任された事、最後までやろうと思うよ」と朴訥に答える。
「全部終わったら連絡して」と紗枝子に言われ「オッケー」と返事し未宇は雨の中背筋をまっすぐにして去っていく。
山から持ち帰ったキノコと草を切り刻んだり鍋で煮たりジューサーで混ぜたりしている未宇。キノコの毒気を吸わないようにマスク代わりの布きれを顔に被せている。毒を吹き矢の先端に塗りたくってケースに収める。ケースは司からプレゼントされた弁当箱だ。庭でディスコミュージックをかけノリノリで踊る未宇。回し蹴りなどの技も混ぜ込んでいる。その顔には強い意志が表れている。
夜、準備を整えた未宇が愛車のミニバイクでかっ飛ばす。
居酒屋、市長一派がわいわいがやがやと盛り上がって条例制定の祝勝会をしている。「書類改ざんをしたから議会運営が迅速に行えた。画期的だ」と佐川が自慢げに声を張り上げる。そこへ市長がやってくる。皆起立して迎える。グラスに少量の酒を注いでもらい一言挨拶する市長。「皆さんのおかげで移民排除条例が制定された。日本人ファーストの福谷市に生まれ変わる」「浅間神社で桜を見る会でもやっちゃおうかな」などと場を沸かす。市長の挨拶が終わり皆席について各々談笑が始まる。
自警団のメンバーがタバコを吸おうと居酒屋の表に出た瞬間、未宇の吹き矢が命中し倒れる。店内の市長一派はまだ外の自警団の異変に気づかず談笑したり各々でビールなど注文をしているが、未宇の吹き矢で一人また一人と倒されていく。当たった瞬間に体が痺れて動けなくなるほど強力な毒が塗ってある吹き矢。どこから飛んでくるか分からず市長ら上層部は慌てている。
混乱の中、佐川の携帯に着信があり動画が映し出される。間野が市長らから議事録の改ざんを命令されている様子がばっちり映っている。なぜこの動画が流出したか分からず困惑する市長たち。その間にも次々と部下が倒されている。倒された部下の顔を覗き込んでいると裏口から忍び込んだ未宇と対面する。未宇が素早く吹き放った毒矢が市長に命中。「痛ってー」すかさず未宇の放った二発目も命中。顔を押さえ倒れる市長。佐川と牟根田も未宇の存在に気づき怯える。
吹き矢を筒に装填する未宇。連射ができるように工夫して作ってある。すかさず佐川を狙う。佐川は撃たないように懇願するが額に矢が命中。のけぞりながらゆっくりと崩れ落ちる。直後牟根田も倒される。
静かになった店内。市長一派は皆毒の吹き矢によって倒されている。市長は口から泡を吹いていてこれが本当の「一泡吹かせる」だ。敵の全滅を確認した未宇は居酒屋を後にする。
暗闇の中走る未宇のミニバイク。土手に差し掛かったところでガス欠してストップ。スタータを回すがエンジンがかからない。未宇が諦めヘルメットを脱ぎ歩き出すと目の前に謎の忍者が待ち受けている。
近づいてくる謎の忍者。頭巾を脱いで顔を見せる。司だ。司は自分は体勢側の末裔だと明かす。情に流されちゃダメだよと説教しながらも朝ホに行こうと誘ってくる。至近距離に近づいた司に未宇の吹き矢が刺さる。右目を押さえ痛がる司。未宇が吹き矢を上達させた事に驚いている。二発目の吹き矢は左目に命中。苦しみながらも気持ちいいと叫び立ち上がった司に未宇の回し蹴りが炸裂し司は土手を転げ落ちていった。大の字になってヒクヒク痙攣する司。未宇の吹き矢ホルダーは司からプレゼントされた弁当箱。元弁当箱の吹き矢ホルダーを司に投げて返す未宇。ヤリチン司への仕返しは済んだがまだ怒りがおさまっていないらしく、近くに立ててあった移民排除条例の看板を蹴り飛ばして破壊する。
祖父の仇の市長一派はやっつけた。土手を颯爽と歩いていく未宇の背中を朝日が照らしている。

## 主なキャスト
- 鴉丸未宇（主人公 市役所職員）：福田沙紀[4]
- 司秋浩（酒屋配達員）：吉岡睦雄
- 丹治紗枝子（未宇の友人）：根矢涼香
- 鴉丸吾郎（未宇の祖父）：宇野祥平
- 牟根田瞳（未宇の上司）：金谷真由美
- 佐川宣人（市長秘書）：松澤仁晶
- 小池宗介（福谷市長）：三溝浩二
- 高峰三吉（産廃社長）：仗桐安
- ダナン（産廃社員）：安田ユウ
- 吉川洋文（自警団）：山中アラタ
- 石原興（自警団）：児玉拓郎
- 千田峰太郎（自警団）：白畑真逸
- 馬場甫（自警団）：橋野純平
- 間野幸二（市役所職員）：井浦新

## 撮影協力
- 平成土地開発
- 江南行政センター
- 熊谷市シルバー人材センター
- 熊谷フィルムコミッション
- 埼玉製鐵原料株式会社 SAIGEN
- 深谷シネマ
- 生地のキャロット本店
- 洋菓子工房レーヴ・ド・プルミエール
- 浅間神社
- 文化創造館さくらめいと